# Хайдар Хорезми
Хайдар Хорезми́ (узб. Haydar Xorazmiy)— тюркский поэт, живший в XV веке в Хорезме и Ширазе при дворе Тимуридов.

## Биография
Родился в Хорезме в XV веке, основная творческая деятельность прошла при дворе тимурида, внука Амир Тимура – Искандер султана в Ширазе. Видимо, позже он здесь скончался.

## Творчество
Поэт Хайдар Хорезми был автором двух поэтических сочинений на чагатайском тюркском языке «Гул ва навруз» и написанном в 1412-1415 годах «Махзан ал-асрар».
Хайдар Хорезми в сочинении на чагатайском тюркском языке «Махзан ал-асрар» подчеркивает о широком распространении тюрков.
Поэты Алишер Навои  и Бабур знали о творчестве Хайдара Хорезми и упоминали его  в своих сочинениях.